# Nguyễn Đôn Tuân
Nguyễn Đôn Tuân là một cựu sĩ quan cấp cao trong Quân đội nhân dân Việt Nam, hàm Trung tướng, Phó Giáo sư, Tiến sĩ, Cục trưởng Cục Khoa học Quân sự, Bộ Quốc phòng

## Thân thế và sự nghiệp
Năm 2008, bổ nhiệm giữ chức Phó Giám đốc Học viện Lục quân
Năm 2013, bổ nhiệm giữ chức Cục trưởng Cục Khoa học Quân sự, Bộ Quốc phòng
Thiếu tướng (2009), Trung tướng (2014)